# Opper-Gelre

Opper-Gelre tussen 1473 en 1713

Opper-Gelre of het Overkwartier van Gelre was het zuidelijke van de vier kwartieren van het hertogdom Gelre. Dit gedeelte van Gelre bleef in de Tachtigjarige Oorlog bij de Spaanse Nederlanden, vanwaar de benaming Spaans-Gelre stamt. Opper-Gelre hield op te bestaan in 1713, toen het in vieren gedeeld werd. Tegenwoordig strekt het zich uit over grote delen van Nederlands-Limburg en Nederrijn.

## Naam
"Opper-" en "over-" verwijzen naar de hogere ligging van het gebied, in tegenstelling tot de overige kwartieren die in het lage Rivierengebied liggen. Het meest noordelijke punt van Opper-Gelre is de exclave Middelaar.

## Organisatie
Na de inlijving van Gelre bij de Zeventien Provinciën wordt de hoofdplaats van het kwartier verplaatst van Gelder(en) naar Roermond (1547). Het kwartier bestaat op dat moment uit acht districten oftewel "ambten", van zuid naar noord:
- Het ambt Montfort, o.m. Nieuwstadt, Echt, Montfort, Swalmen, Beesel en Belfeld
- Het ambt Erkelenz, o.m. Erkelenz, Wegberg en Cruchten
- Het ambt Kessel, o.m. Kessel, Maasbree, Blerick, Sevenum en Venray
- Het ambt Kriekenbeek, o.m. Lobberich, Herongen en Viersen
- Het ambt Straelen
- Het ambt Wachtendonk
- Het ambt Gelder, o.m. Tönisberg, Rheurdt, Gelder en Kevelaer
- Het ambt Middelaar

Daarnaast waren er tal van bezittingen die buiten de ambtsindeling vielen:
- de steden Roermond en Venlo
- diverse heerlijkheden zoals Broekhuizen, Arcen, Geijsteren en Afferden
- (vanaf 1570) de gebieden die aan Filips van Montmorency toebehoord hadden: Wessem en Weert (met Nederweert)
- (vanaf 1670) de rijksvrije heerlijkheden Obbicht-Papenhoven, Dalenbroek en Meijel
- (vanaf 1670) de protectoraten Thorn en Kessenich, betwist door de Bourgondische en Nederrijnse Kreits
- de rijksvrije heerlijkheden Wickrath, Myllendonk en Hörstgen, onder sterke Gelderse invloed

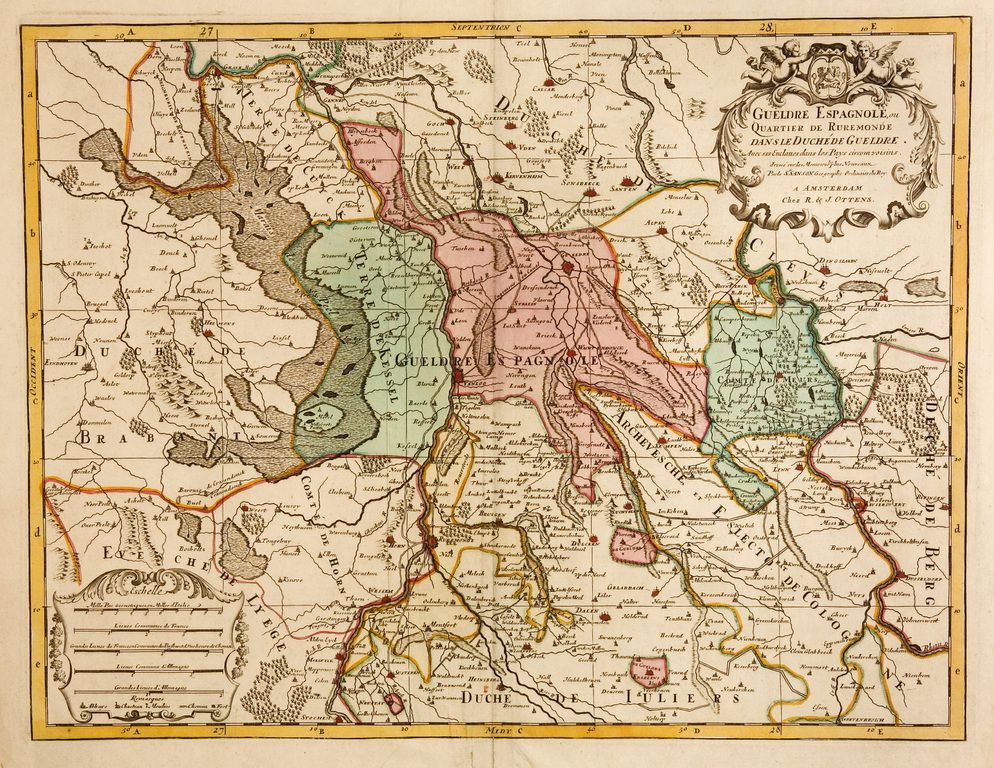
Het Quartier de Ruremonde in 1696
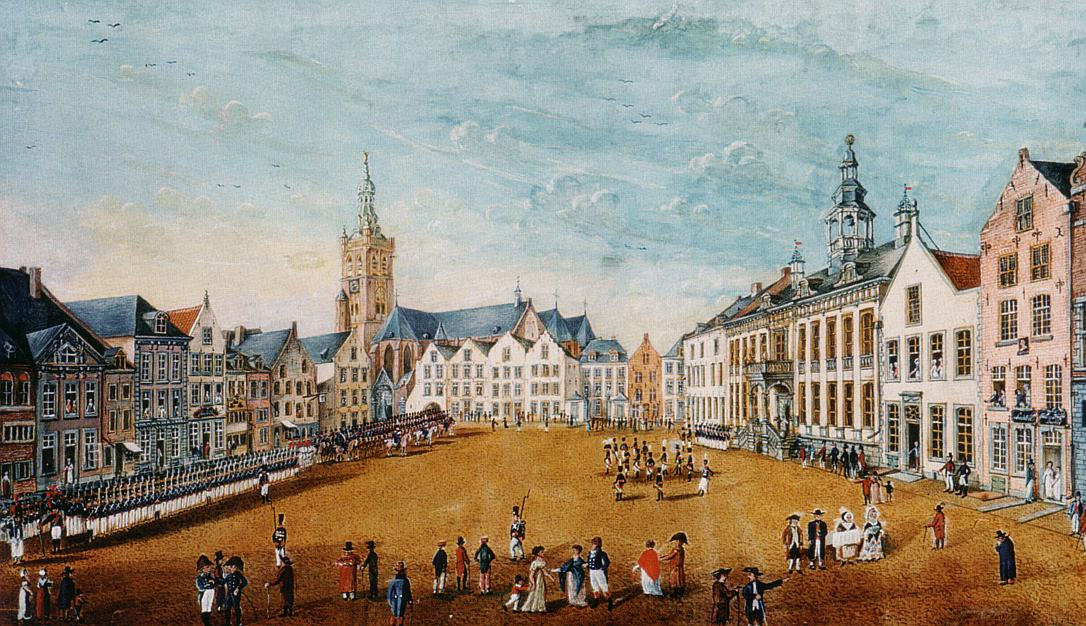
De hoofdplaats Roermond omstreeks 1790
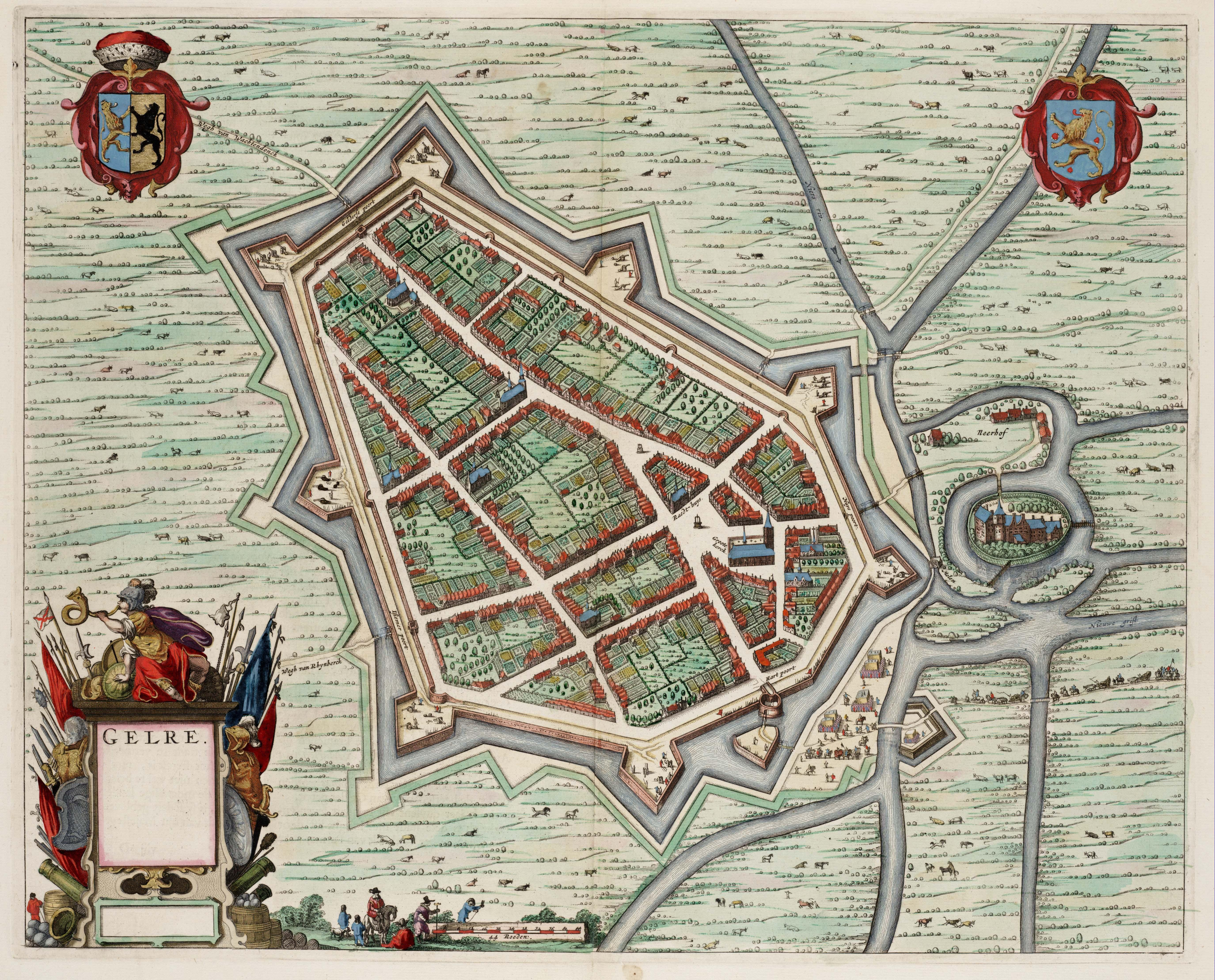
Gelder in 1649

## Geschiedenis
Opper-Gelre is eigenlijk het stamgebied van het hertogdom Gelre: hier liggen Wassenberg, de stamburcht van de graven Flamens, en Gelder, de hoofdplaats van het voormalige graafschap Gelre. Rond 1229 verwerft Roermond stadsrechten, waarna het in 1547 tot hoofdplaats verheven wordt. Het hele hertogdom is dan, sinds enkele jaren, ingelijfd door keizer Karel V als gevolg van de Gelderse Oorlogen.
Onder Karels zoon Filips II sluiten alle kwartieren zich aan bij de Unie van Utrecht (1579). Toch blijft Roermond koningsgetrouw, wanneer alle andere Gelderse steden Filips vervallen verklaren (1581). De Staatse steden in Opper-Gelre gaan al snel terug naar Spanje (Erkelenz en Straelen 1579, Venlo 1586, Gelder 1587). Doordat Nijmegen voorgoed Staats wordt, wordt het Overkwartier afgesneden van de "nederkwartieren" (1591). De Nederlandse Republiek verovert Venlo en Roermond tijdens de Veldtocht langs de Maas (1632), maar kan ze niet behouden. De Vrede van Münster (1648) bevestigt dat Opper-Gelre in Spaanse handen blijft.
Bij het overlijden van Karel II van Spanje (1700) blijkt uit zijn testament dat de Spaanse Nederlanden naar het Huis Bourbon moeten vererven. De andere Europese mogendheden zijn beducht voor zo'n bijkomende uitbreiding voor Lodewijk XIV van Frankrijk en ontketenen de Spaanse Successieoorlog. In 1702 verovert Malbroek (de hertog van Marlborough), in naam van de Grote Alliantie, Opper-Gelre. Dat komt vervolgens onder bestuur van Pruisen en de Staten-Generaal. Ondanks de steeds wisselende strijdkansen blijft Opper-Gelre in handen van de Alliantie.

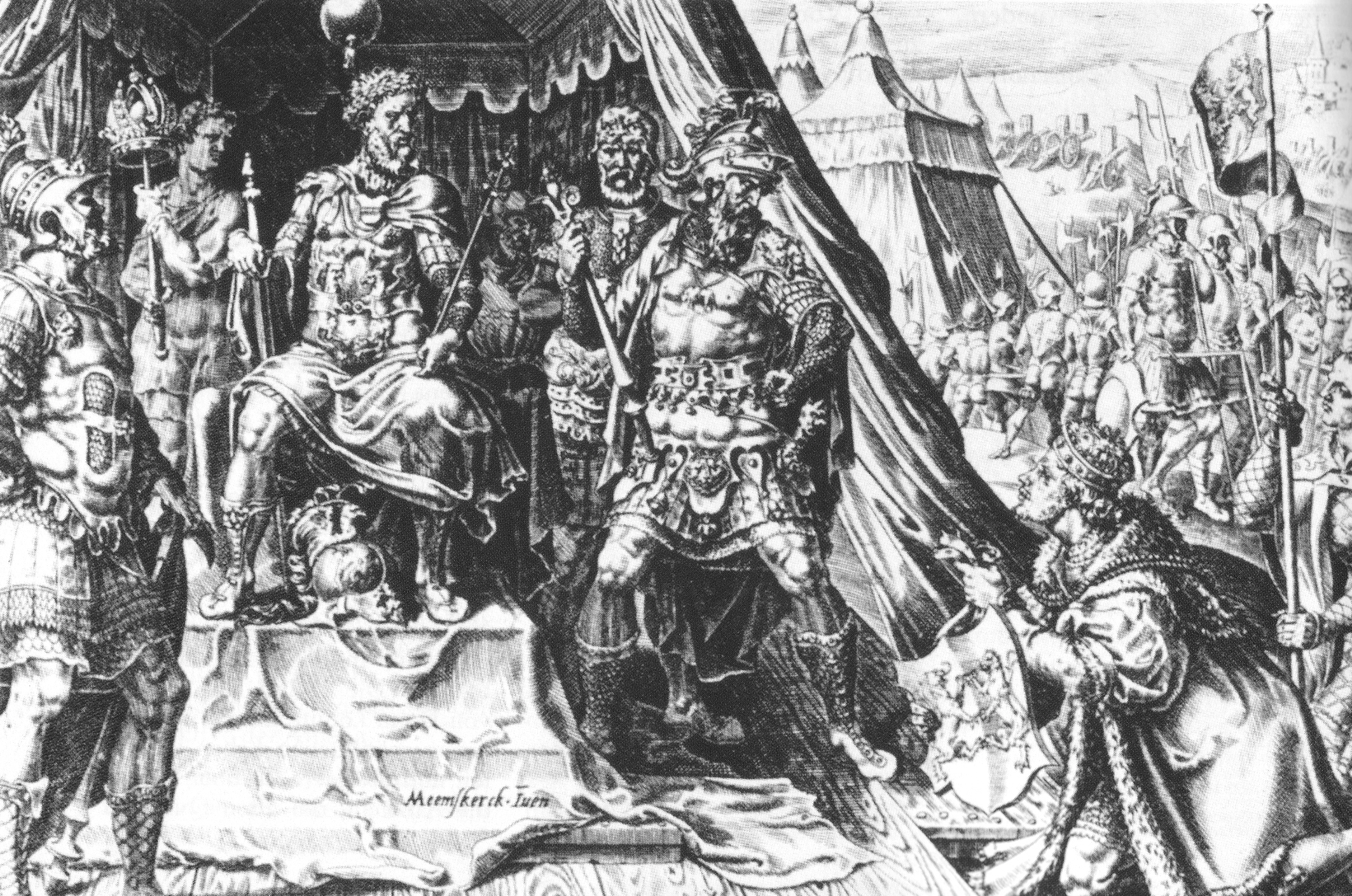
De "knieval van Venlo", 1543
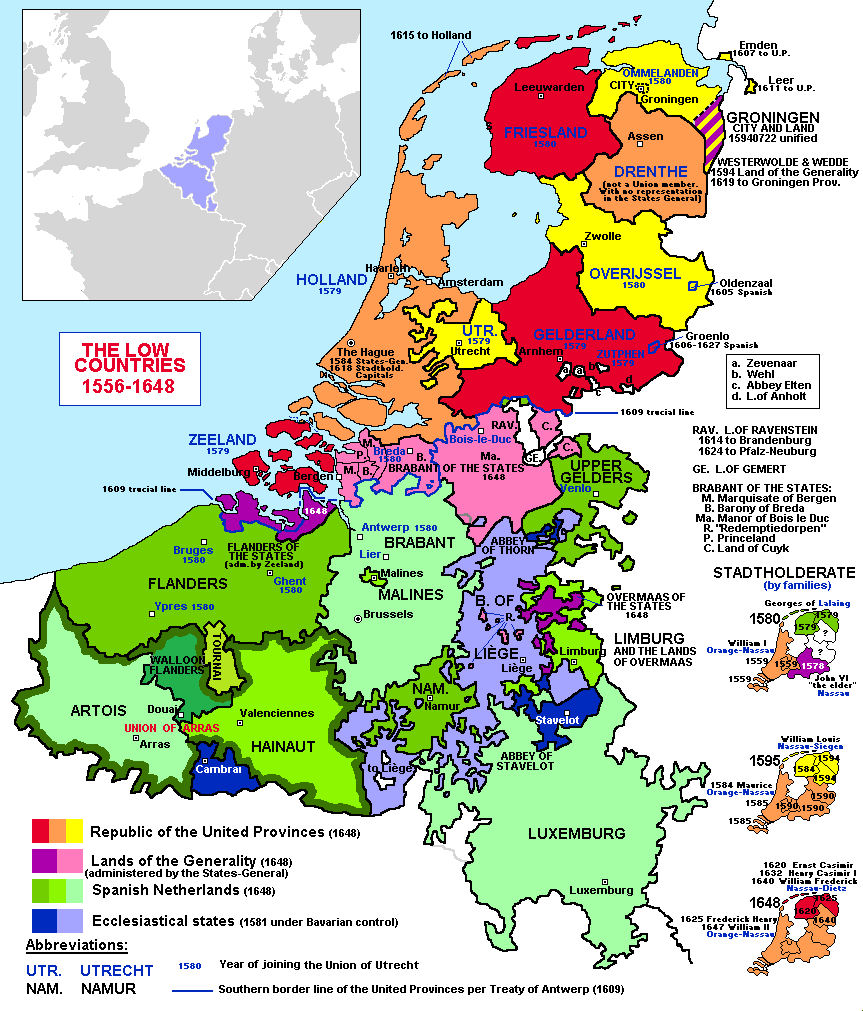
Kaart van de Spaanse Nederlanden (groene tinten)
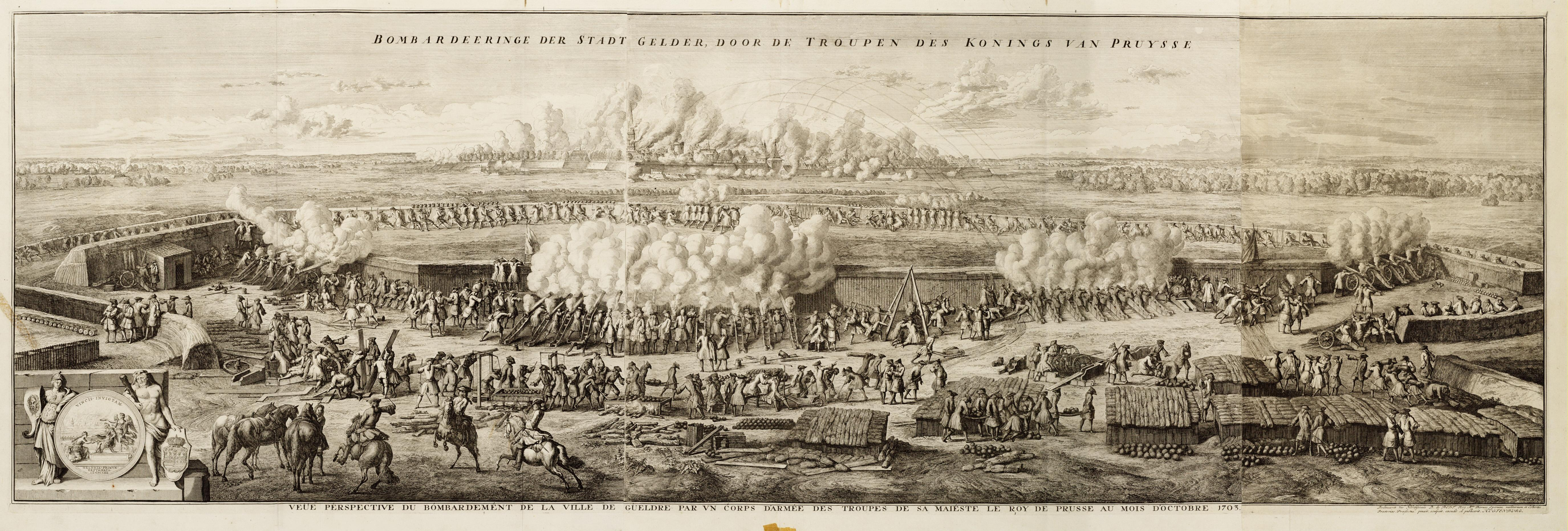
Pruisen bombardeert Gelder, oktober 1703

## Verdeling

De verdeling van Spaans-Gelre

Bij de Vrede van Utrecht (1713) wordt overeengekomen dat het bezette Opper-Gelre verdeeld wordt onder de overwinnaars, als compensatie voor hun oorlogsinspanningen.
1. Pruisisch-Gelre: het koninkrijk Pruisen sleept meer dan de helft in de wacht, nl. de zes ambten ten noorden van Roermond
2. Guliks-Gelre: het hertogdom Gulik-Berg verwerft de exclave stad Erkelenz
3. Staats-Opper-Gelre: na de onderhandelingen van het nieuwe Barrièretraktaat (1715) verkrijgt de Republiek het ambt Montfort en de stad Venlo
4. Oostenrijks-Gelre: de Oostenrijkse tak van het Huis Habsburg krijgt het resterende gebied

Het gedeelte van Opper-Gelre dat na deze delingen bij de Zuidelijke Nederlanden blijft, is teruggebracht tot een fractie. De vier delen worden later herenigd in de Eerste Franse Republiek (1794) en in het generaal-gouvernement "Nederrijn" (1814). Bij de grensbepaling van het nieuwe Verenigd Koninkrijk der Nederlanden keert ongeveer de helft van Pruisisch-Gelre terug naar de Nederlanden.

## Taal
In Opper-Gelre wordt indertijd Limburgs (bezuiden Venlo) en Kleverlands (benoorden Venlo) gesproken. Vandaar wordt het toenmalige taalgebruik als "Nederlands" bestempeld. Ook nadat het oostelijke deel naar het Heilige Roomse Rijk overgaat, blijven de Nederfrankische dialecten overwegen. Het Hoogduits doet dan wel reeds zijn intrede. Pas in 1828 wordt het Nederlands in Pruisisch-Gelre verboden als onderwijstaal. Als thuistaal houdt het Nederlands echter stand, onder meer omdat de Rooms-Katholieke en gereformeerde belijding op de Nederlanden georiënteerd blijft. De verdrukking van het Nederlands neemt toe onder Otto von Bismarck. In de 20e eeuw sterft het Nederlands er nagenoeg uit.

## Wapen van de provincie Limburg

Wapen van Nederlands-Limburg

Het huidige Noord-Limburg en Midden-Limburg situeren zich ten dele in het voormalige Opper-Gelre. Om deze reden beeldt het wapenschild van Nederlands-Limburg, onder andere, de gouden leeuw van Gelre af (rechtsonder).